# امید سام‌کن
امید سام‌کن (زادهٔ ۷ اردیبهشت ۱۳۷۵ در رومشگان) بازیکن فوتبال ایرانی است که در پست مدافع برای باشگاه فوتبال مس شهربابک در لیگ آزادگان بازی می‌کند.
وی سابقهٔ بازی در تیم‌های نیروی زمینی و سپیدرود رشت هم در کارنامه دارد.هم اکنون درتیم چادرملو اردکان بازی میکند